# 1059
1059 је била проста година.

## Догађаји
- Википедија:Непознат датум — Владавина арапске династије Абадида у Севиљи у данашњој Шпанији (од 1023. до 1091).

- Хилдебрандов савез са Робертом Гвискаром, грофом Апулије. Папа Никола II проглашава Роберта војводом Апулије и Калабрије. Почетак борбе Нормана са Византинцима за Сицилију.
- У Риму је основана висока школа за кардинале, а поступак избора папе је пренет у његову искључиву надлежност.
- Успешан поход Исака Комнина против Печењега. Комнинова болест (новембар). Цар је прогласио команданта Константина Дуку својим наследником, положио монашке завете и повукао се у Студитски манастир.
- Константин X Дука (1006-1067, 23.5) постаје цар Византијског царства. Да би уштедео новац, смањио је трошкове за издржавање војске.
- Селџучка инвазија на Кападокију и Сирију.
- Изјаслав Јарославович, заједно са својом браћом Свјатославом и Всеволодом, ослободио је из затвора свог ујака, кнеза Судислава Владимировича, кога је њихов отац Јарослав Мудри ставио у „сечионицу“. Судислав је дао својим нећацима заклетву на крсту да неће преузимати његова кнежевска права, након чега је замонашен.

## Смрти
- Михаило Керуларије

- Михаило VI Стратиотик